# Палестина на Олімпійських іграх
Палестина вперше взяла участь в літніх Олімпійських іграх в 1996 році в Атланті й з того часу палестинські спортсмени виступали на всіх літніх Олімпіадах.

## Виступи на літніх Іграх
| Ігри                | Золото | Срібло | Бронза | Загалом |
| 1996 Атланта        | 0      | 0      | 0      | 0       |
| 2000 Сідней         | 0      | 0      | 0      | 0       |
| 2004 Афіни          | 0      | 0      | 0      | 0       |
| 2008 Пекін          | 0      | 0      | 0      | 0       |
| 2012 Лондон         | 0      | 0      | 0      | 0       |
| 2016 Ріо-де-Жанейро | 0      | 0      | 0      | 0       |
| Загалом             | 0      | 0      | 0      | 0       |